# Jeb Brovsky
John Eli Brovsky, detto Jeb (Lakewood, 3 dicembre 1988), è un ex calciatore statunitense, di ruolo difensore.

## Biografia
È sposato con Caitlin Brovsky dall'8 dicembre 2012. Nel 2010, il calciatore fondò la Peace Pandemic, organizzazione non a scopo di lucro che si occupa di combattere la violenza contro le donne responsabilizzando ragazzi e ragazze attraverso il calcio.

## Carriera

### Club

#### Giovanili
In giovane età, Brovsky giocò per il Colorado Rush. Si trasferì successivamente alla Green Mountain High School, dove praticò calcio e pallacanestro. In seguito, giocò per quattro anni nei Notre Dame Fighting Irish, dal 2007 al 2010.

#### Whitecaps
Brovsky fu la prima scelta del secondo giro dei Vancouver Whitecaps al SuperDraft 2011. Firmò un contratto con la squadra in data 15 marzo 2011. Esordì nella Major League Soccer il 10 aprile successivo, schierato titolare nella sconfitta per 3-1 contro gli Houston Dynamo. Brovsky venne lasciato libero dagli Whitecaps in vista dell'Expansion Draft 2011 e venne selezionato dal Montréal Impact, nuova franchigia della Major League Soccer.

#### Montréal Impact
Debuttò per il Montréal Impact in data 10 marzo 2012, schierato titolare nella sconfitta per 2-0 contro la sua ex squadra degli Whitecaps. Il 3 agosto 2013 realizzò la prima rete in campionato, nella sconfitta per 3-1 contro il D.C. United. Rimase in squadra per due anni e mezzo, nel corso dei quali vinse due edizioni del Canadian Championship (2013 e 2014).

#### New York City e parentesi allo Strømsgodset
Il 12 giugno 2014, la nuova franchigia del New York City annunciò l'ingaggio di Brovsky, in cambio della seconda scelta al SuperDraft 2016. La squadra sarebbe entrata a far parte della Major League Soccer a partire dal 2015, così il giocatore fu ceduto in prestito perché rimanesse in forma: l'8 luglio 2014, passò ufficialmente ai norvegesi dello Strømsgodset, con il trasferimento che si sarebbe concretizzato il 15 luglio successivo, alla riapertura del calciomercato locale.

## Statistiche

### Presenze e reti nei club
Statistiche aggiornate al 1 dicembre 2016.
| Stagione               | Club                   | Campionato             | Campionato | Campionato | Coppe nazionali | Coppe nazionali | Coppe nazionali | Coppe continentali | Coppe continentali | Coppe continentali | Supercoppe | Supercoppe | Supercoppe | Totale | Totale |
| Stagione               | Club                   | Comp                   | Pres       | Reti       | Comp            | Pres            | Reti            | Comp               | Pres               | Reti               | Comp       | Pres       | Reti       | Pres   | Reti   |
| ---------------------- | ---------------------- | ---------------------- | ---------- | ---------- | --------------- | --------------- | --------------- | ------------------ | ------------------ | ------------------ | ---------- | ---------- | ---------- | ------ | ------ |
| 2011                   | Whitecaps              | MLS                    | 24         | 0          | CC              | 1               | 0               | -                  | -                  | -                  | -          | -          | -          | 25     | 0      |
| 2012                   | Montréal Impact        | MLS                    | 28         | 0          | CC              | 2               | 0               | -                  | -                  | -                  | -          | -          | -          | 30     | 0      |
| 2013                   | Montréal Impact        | MLS                    | 31         | 2          | CC              | 4               | 0               | CCL                | 3                  | 0                  | -          | -          | -          | 38     | 2      |
| gen.-giu. 2014         | Montréal Impact        | MLS                    | 7          | 0          | CC              | 1               | 1               | -                  | -                  | -                  | -          | -          | -          | 8      | 1      |
| Totale Montréal Impact | Totale Montréal Impact | Totale Montréal Impact | 66         | 2          |                 | 7               | 1               |                    | 3                  | 0                  |            | -          | -          | 76     | 3      |
| lug.-dic. 2014         | Strømsgodset           | ES                     | 3          | 0          | CN              | -               | -               | UCL                | 0                  | 0                  | -          | -          | -          | 3      | 0      |
| 2015                   | New York City          | MLS                    | 15         | 0          | USOC            | 1               | 0               | -                  | -                  | -                  | -          | -          | -          | 16     | 0      |
| 2016                   | Minnesota United       | NASL                   | 26         | 0          | USOC            | 0               | 0               | -                  | -                  | -                  | -          | -          | -          | 26     | 0      |
| Totale                 | Totale                 | Totale                 | 134        | 2          |                 | 9               | 0               |                    | 3                  | 0                  |            | -          | -          | 146    | 2      |

## Palmarès

### Club

#### Competizioni nazionali
- Canadian Championship: 2

Montréal Impact: 2013, 2014